# 卡米拉·吉奧爾吉
卡米拉·吉奧爾吉（英語：Camila Giorgi，1991年12月30日—）是義大利已退役职业网球女运动员，2006年轉職業。她的WTA生涯最高單打排名為23。

## 網球生涯

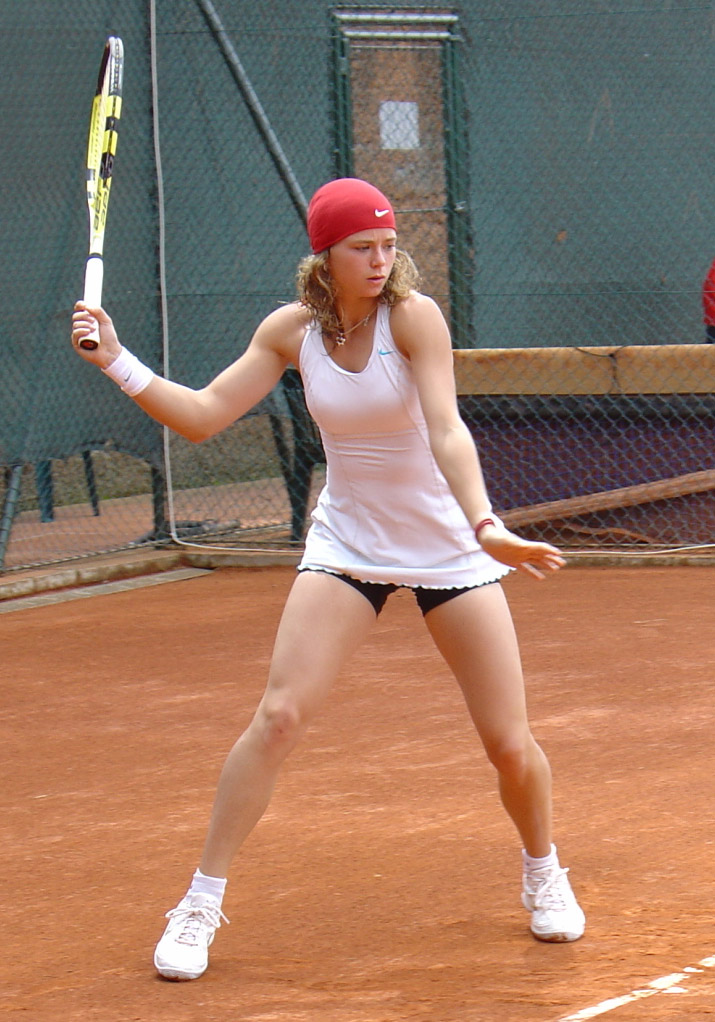
2008在義大利BNL網球賽

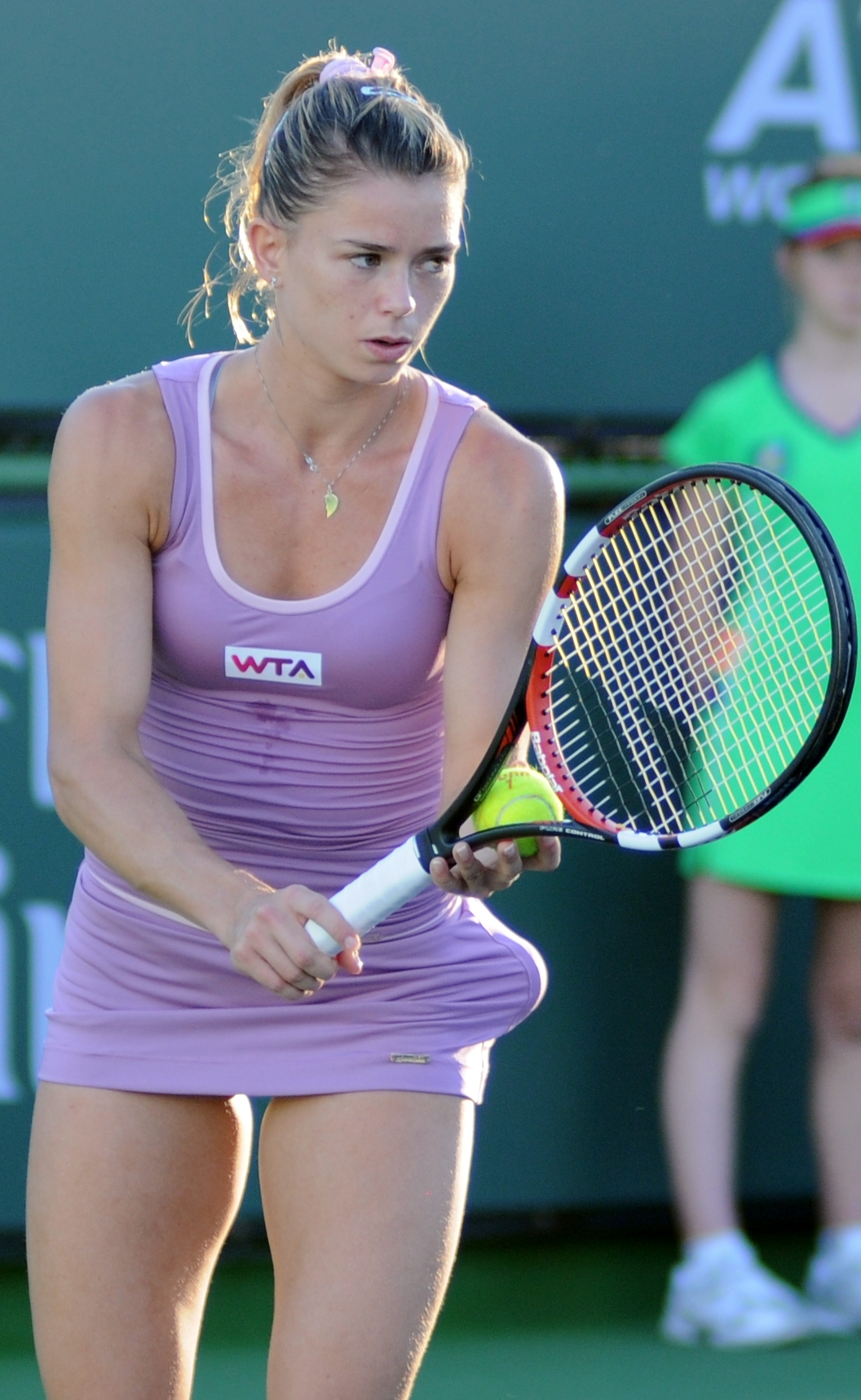

## 外部連結
- 卡米拉·吉奧爾吉的国际女子网球协会官方資料（英文）
- 卡米拉·吉奧爾吉的國際網球總會 職業／青少年 官方資料（英文）
- Fed Cup - Player profile - Camila GIORGI (ITA) （页面存档备份，存于）